# エマーヌエル・フォイアーマン
エマーヌエル・フォイアーマン（Emanuel Feuermann, 1902年11月22日 - 1942年5月25日）は、オーストリアおよびアメリカのチェリスト。
幼少時から公開の演奏会に出演し、成長して名教師とうたわれたチェリストのユリウス・クレンゲルの門下となるが、伝統的なクレンゲルの奏法は継承せず新たに台頭してきたパブロ・カザルスの奏法に追従して独自の奏法に磨きをかけた。20世紀前半を代表するチェリストの一人として、また芸術的および年齢的にカザルスに次ぐチェロの巨匠として期待されたが、第二次世界大戦中に若くして亡くなった。
日本語表記では、「エマヌエル・フォイアマン」と音を伸ばさない表記が一般的である。

## 生涯
エマーヌエル・フォイアーマンは1902年11月22日、オーストリア＝ハンガリー帝国（現・ウクライナ）のコロミヤに生まれる。両親はアマチュアの音楽家であり、特に父はヴァイオリンとチェロの演奏に長け、また兄のジグムントも音楽的才能を認められていた。フォイアーマンが5歳となった1907年に一家はウィーンへと移り住むが、これはあくまで兄ジグムントのデビューを控えてのものであった。ウィーンにおいてフォイアーマンは、9歳のころから当時ウィーン・フィルハーモニー管弦楽団の首席チェリストでアルノルト・ロゼ主宰のロゼ弦楽四重奏団のメンバーでもあったフリードリヒ・ブックスバウムに師事するようになる。1914年2月の11歳のときにフェリックス・ワインガルトナー指揮のウィーン・フィルと共演し、ハイドンのニ長調協奏曲で正式にデビューを飾る。また、1912年にはカザルスのウィーン・デビューのリサイタルを聴く機会を得て感銘を受けた。
第一次世界大戦真っ只中の1917年、フォイアーマンはライプツィヒに赴き、高等音楽院に入学してクレンゲル門下となる。クレンゲルは「私が面倒を見てきた者たちの中で、これほど才能に恵まれた者はいなかった・・・・・・神の恵みを受けた芸術家にして愛すべき若者」とフォイアーマンを絶賛している。ライプツィヒ滞在中の1919年、チェリストのフリードリヒ・グリュッツマッハーの甥でギュルツェニヒ管弦楽団の首席チェリスト、またギュルツェニヒ音楽院の教師であったフリードリヒ・ヴィルヘルム・ルートヴィヒ・グリュツマッハーが亡くなり、クレンゲルはフォイアーマンをその後任として推薦した。フォイアーマンは10代ながら音楽院で教鞭をとり、ギュルツェニヒ管弦楽団首席指揮者のヘルマン・アーベントロートの指名により管弦楽団の首席チェリストに就任した。ライプツィヒおよびケルン時代にはほかに、ブラム・エルダーリンク主宰の弦楽四重奏団のチェリストを務めたり、兄ジグムントおよび指揮者でピアノにも長けたブルーノ・ワルターと短期間ながらピアノ・トリオを組んだりもした。1923年にウィーンに戻ったあとは、オーストリア国内や成立間もないソビエト連邦など海外でリサイタルを開き、ソリストとしてのキャリア固めを行った。1927年にはイギリスにデビューし、ヘンリー・ウッドに絶賛される。
1929年、フォイアーマンはベルリン高等音楽院の教授となる。1933年までのベルリン時代は、フォイアーマンのキャリア中最も重要な時期に位置付けられる。ソリストとしてはヴァイオリンのカール・フレッシュ、シモン・ゴールドベルクおよびヨーゼフ・ヴォルフスタール、作曲家でありヴィオリストとしても重要なパウル・ヒンデミットと弦楽三重奏団を組み、その他ヤッシャ・ハイフェッツ、ウィリアム・プリムローズ、アルトゥール・ルービンシュタインなどと共演を果たした。教職面では齋藤秀雄を含む弟子の指導にあたった。齋藤がフォイアーマンからJ.S.バッハの楽曲を学んだ時のこと、フォイアーマンは楽典通りの奏法を齋藤に押し付けようとせず、時に迷いを見せることもあった。齋藤はこのことから、「バッハを奏くためには考えなくてはいけない。自分で解釈をつけない」ことを学んだ。しかし、ナチの台頭はユダヤ系のフォイアーマンのポストに危機を与えることとなる。ナチ党の権力掌握後の1933年4月3日、フォイアーマンはベルリン高等音楽院を解雇され、ゴールドベルクやヒンデミットとともにロンドンに移らざるを得なかった。
ドイツ語圏の音楽界から半ば締め出されたフォイアーマンは、主にイギリスおよびアメリカなど英語圏での活動に重きを置く。1934年秋には日本を訪れて東京と名古屋、関西でリサイタルを開催。アメリカの地を踏んでからは、まずフレデリック・ストック指揮のシカゴ交響楽団と共演、次いで1935年1月2日と4日にはワルター指揮のニューヨーク・フィルハーモニー交響楽団の定期演奏会でハイドンのニ長調協奏曲を演奏した。この1935年はフォイアーマンにとっては公私ともに様々な出来事があり、ケルンでエヴァ・ライフェンベルクと結婚してウィーンに居を構える。アルノルト・シェーンベルクからはチェロ協奏曲を献呈され、12月7日にトーマス・ビーチャムの指揮を得て初演した。1936年4月に再度日本を訪問し、1937年にはウィーンの居を引き払ってチューリヒに移る。ところが、1938年3月13日のアンシュルスはフォイアーマンをヨーロッパ大陸から離れさせることとなった。ブロニスラフ・フーベルマンとともにパレスチナにいったん移り、さらにアメリカに移って腰を落ち着けることとなった。
アメリカに落ち着いたフォイアーマンは、1941年からフィラデルフィアのカーティス音楽学校とカリフォルニアで教鞭をとるが、エヴァ夫人によれば、フォイアーマンはカーティスのポストを非常に喜んでいた。カーティスでは、のちにボザール・トリオのメンバーとなるバーナード・グリーンハウスやアルトゥーロ・トスカニーニ率いるNBC交響楽団に在籍したアラン・シャルマンといったチェリストの指導にあたった。ソリストとしてもトスカニーニとの共演やハイフェッツ、ルービンシュタインとのいわゆる「100万ドル・トリオ」の結成など活発に行ったが、かつての盟友ヒンデミットが自身のチェロ協奏曲の初演をグレゴール・ピアティゴルスキーに委ねたことは、ヒンデミットとの仲を冷ますのには十分であった。1942年5月11日、フォイアーマンはアメリカ市民権を取得してアメリカ国籍となったが、直後に痔の手術を行った際に合併症で腹膜炎を併発させ、5月25日ニューヨークで世を去った。39歳没。墓はニューヨーク州ウエストチェスター郡ヴァルハラのケンシコ墓地にある。

## 使用楽器
1929年より前の使用楽器は不明であるが、1929年以降は4基の名器を使用している。1929年にローマでダビッド・テヒラーの1741年製のチェロを購入。1932年にはドメニコ・モンタニャーナの1735年製を入手し、このチェロは後年「フォイアーマン」と命名されてスイスのコレクターが所蔵している。イギリスのチェリストであるスティーヴン・イッサーリスも「フォイアーマン」の名を冠されたチェロで演奏しているが、このチェロはデ・ムンク・ストラディバリウスの1730年製で、日本音楽財団が所有してイッサーリスに貸与されているものである。その他、マッテオ・ゴフリラーの1720年製も所有しており、フォイアーマンの没後はヨーゼフ・シュースターおよびヤッシャ・シルバーステインが所有した。

## 賞賛と人物
クレンゲルの賞賛を必要以上に裏付けるわけではないが、フォイアーマンは短い人生の中でクレンゲル以外からも多くの賞賛を受けた。ハイフェッツはピアティゴルスキーと長く共演しているにもかかわらず「100年に一度の才能」と称え、アルトゥール・ルービンシュタインもまたカザルスと比較した上で「全世代を通じて最も偉大なチェリスト」と称えた。カザルスは高く評価するチェリストとしてフォイアーマンを挙げ「フォイアーマンはまことに立派な芸術家だった。彼の早逝は音楽界にとって非常に惜しい損失であった。」と述べ、ヤーノシュ・シュタルケルは「自分にとってフォイアーマンは最高峰のチェリストである。」と語っている。名人は名人を知るというが、ダニイル・シャフランは「カザルスは神様だが、フォイアーマンはそれ以上だ」と賞賛し、ルドルフ・ゼルキンは「フォイアーマンを語るときは、姿勢を正さずにはいられない」とその芸術の本質をとらえている。
アメリカにデビューした際の評論家の賞賛もまた素晴らしく、1938年にプロムスに客演した際にも雑誌『ストラッド』の評論家レイド・スチュワードは「私はもはや、今生きているチェリストの中でカザルスを除けばフォイアーマンが最上位であることに疑うことない」と評価した。早すぎる死は多くの音楽家に惜しまれ、葬儀にはトスカニーニやフーベルマンのほかルドルフ・ゼルキン、アルトゥル・シュナーベル、ミッシャ・エルマン、ジョージ・セルおよびユージン・オーマンディといったそうそうたる顔ぶれが参列した。
ところが、場所を2回訪問した日本に移すと、そこは名声で地位を確立していたヨーロッパやアメリカとは違っていた。1934年の最初の来日時にはパーロフォンに入れた録音が一部の評論家から好評を得ていたが、一般世間におけるフォイアーマンの知名度はいま一つであったのか軍人会館でのリサイタル初日は300名と不入りであった。しかし、評判が口コミによって伝えられると徐々に聴衆の入りもよくなり、日比谷公会堂における11月14日の告別演奏会ではリサイタル初日の10倍の聴衆が訪れたと伝えられた。もっとも、二度目の来日となった1936年の来日時においても前回公演の実績があったにもかかわらず、聴衆の出足はもう一つであった。日本におけるフォイアーマンの一般的な人気はさておいても、1934年来日時の聴衆の数の増加については当時の新聞に「彼が宣伝によらず、実力で得た尊き数」、「この勝利は、彼が真の芸術家であったことによる」と賞賛されている。
エヴァ夫人や、フリッツ・クライスラーなど数多の演奏家と共演を重ねたRCA専属ピアニストのフランツ・ルップは、フォイアーマンがソロでの練習を好んでいなかった一方で、室内楽やオーケストラとの共演を控えた練習においては、細かいところまでしっかり練習をしたと回想している。

## フォイアーマンと日本

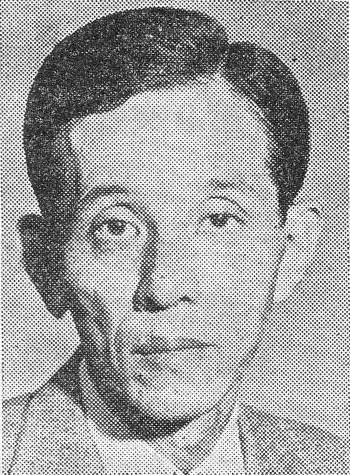
弟子の齋藤秀雄

前述のように日本においては、フォイアーマンの名声と聴衆の入りがあまり一致しなかったが、フォイアーマンと日本との間には浅からぬ縁がある。
音楽評論家の藁科雅美によれば、フォイアーマン来日前夜の日本におけるチェリストの知名度は「それまではチェロといえばカザルスひとりといった感じ」であり、「ピアティゴルスキーをはじめ、カサド、マレシャル、フォイアマンなど、カザルスの次の世代のチェロ奏者が次々とデビューしたのがこの時代」であった。フォイアーマンはヨーロッパにおいては当初は前述のようにパーロフォンにレコーディングしており、日本においては日本パーロフォンがその窓口となっていたが、日本パーロフォンは1931年に日本コロムビアに吸収合併されて、その成り行きでフォイアーマンも日本では日本コロムビアからレコードが発売されるようになった。日本コロムビアのチェロ部門のレコードにおいてフォイアーマンは、藁科が言うところの「カザルスの次の世代」が一堂に会したラインナップの一角を占めたが、日本コロムビアのチェロ部門のレコードそのものがカザルスを擁した「ビクターに比べるとちょっと弱い感じ」であり、「会社の売り方の問題もあったのか、ビクターのアーティストのようなパンチ力や広がりがない感じ」でもあった。さらに藁科は「コロムビアのチェロは、どちらかといえばカサドの方が人気があり、カザルスに次ぐ人として尊敬されていました」と証言している。以上に名前を挙げたチェリストのうち、カザルスとカサドは太平洋戦争前には来日せず、フォイアーマンのほかに1935年と1937年に来日したマレシャル、1937年に来日したピアティゴルスキーの3人を太平洋戦争前に生きた音楽ファンは楽しむことができた。レコードコレクターのクリストファ・N・野澤は「三者三様の音楽」と表現し、フォイアーマンについては「難曲をこともなげにさらりと弾き通してしまうのは印象的」と回想する。太平洋戦争前の日本では音楽の世界においても、藁科曰く「何といっても精神主義の時代で、技巧的なものは演奏家でも作曲家でも馬鹿にされて」おり、フォイアーマンも来日時の売り文句の一つ「チェロで『ツィゴイネルワイゼン』を弾く」にあるように技巧派として扱われていたが、これについても野澤は作家でレコード評論家の野村あらえびすの指摘を引用して、フォイアーマンの技巧は「技巧のための技巧という感じが全くなく、自然の流れの中に技巧が生かされ、自在な表現で聴衆を魅了した」とし、「古典のハイドン、ロマン派のシューベルト、ブラームス、さらにユダヤ色濃厚なブロッホなどを完全に弾き分けて、単に楽譜通りに弾く無味乾燥な演奏ではない」と論じている。
1934年の来日公演ではリサイタルのほか、10月17日の近衛秀麿指揮新交響楽団（新響）の第144回定期演奏会に出演してドヴォルザークのチェロ協奏曲を演奏。新響とは「リサイタル初日の10倍の聴衆が訪れた」告別演奏会でも共演し、伴奏ピアニストのフリッツ・キッツィンガーの指揮とピアノによりハイドンのニ長調協奏曲、シューマンのチェロ協奏曲、ブロッホ『バール・シェム』、グラナドス『スペイン舞曲』、ドヴォルザーク『スラヴ舞曲』、シューマン『トロイメライ』に加え、サラサーテ『ツィゴイネルワイゼン』を演奏。売り文句「チェロで『ツィゴイネルワイゼン』を弾く」を実際に披露した。翌11月15日にもキッツィンガーの指揮でドヴォルザークの協奏曲を放送している。1936年の来日は4月下旬にリサイタルを開いたあと、近衛の指揮する中央交響楽団と共演してハイドンのニ長調協奏曲、ボッケリーニの協奏曲、サン＝サーンスのチェロ協奏曲第1番を演奏。近衛と中央交響楽団の組み合わせについては、近衛が1935年の内紛で新響から追放されていた影響である。当初は新響との共演が組まれていなかったが、フォイアーマン自身が新響に在籍していた弟子の齋藤や大村卯七の共演を望んでいたこともあって、その齋藤や大村の尽力によって6月3日の第169回定期演奏会に出演することとなり、伴奏者として帯同していたヴォルフガング・レブナーの指揮でC.P.E.バッハのイ長調協奏曲 Wq.172とドヴォルザークの協奏曲を演奏した。
フォイアーマンは二度の来日で日本コロムビアへのレコーディングを行っている。曲目はディスコグラフィの項へ譲るとして、レコーディング自体の意義について藁科は、同じく日本の楽曲を録音したマレシャルと並べて「外国の有名な人が日本の曲を演奏したという珍しさが先に立っていた」と回想している。フォイアーマン自身は日本の楽曲に興味を持ったようであるが、自身のレパートリーに加えたかどうかは不明である。

## 主なディスコグラフィ

### パーロフォン
- J.S.バッハ『G線上のアリア』：管弦楽伴奏：1924年（アコースティック録音）[8][34]
- シューマン『夕べの歌 Op.85 No.12』：管弦楽伴奏：1924年（アコースティック録音）[8][34]
- ドヴォルザーク チェロ協奏曲第2楽章：管弦楽伴奏（ミヒャエル・タウベ指揮ベルリン国立歌劇場管弦楽団メンバー）：1926年（アコースティック録音）[8][34]
- ポッパー『セレナード』：タウベ（ピアノ）：1927年[8][34]
- サン＝サーンス『アレグロ・アパショナート Op.43』：タウベ：1927年[8]
- ヴァレンシン『メヌエット』：タウベ：1927年[8]
- ジョルダーニ『カーロ・ミオ・ベン』：タウベ：1928年[8]
- グラナドス スペイン舞曲第5番「アンダルーサ」：タウベ：1928年[8]
- ドヴォルザーク チェロ協奏曲：タウベ指揮ベルリン国立歌劇場管弦楽団メンバー：1927~1928年[34][35]
- ブルッフ『コル・ニドライ』：フリーダー・ヴァイスマン指揮ベルリン国立歌劇場管弦楽団メンバー：1930年[8][34]

### イギリス・コロムビア（EMI）
- ベートーヴェン 『魔笛』の主題による7つの変奏曲』：テオ・ヴァン・デル・パ（ピアノ）：1934年[8]
- ズガンバーディ『ナポリのセレナード』：デル・パ：1934年[8]
- ショパン ワルツ イ短調：デル・パ：1934年[8]
- グルック『オルフェオとエウリディーチェ』「精霊の踊り」：デル・パ：1934年[8]
- ベートーヴェン セレナード Op.8：ゴールドベルク（ヴァイオリン）、ヒンデミット（ヴィオラ）：1934年[36]
- ヒンデミット 弦楽三重奏曲第2番：ゴールドベルク、ヒンデミット：1934年[36]
- ベートーヴェン チェロソナタ第3番：マイラ・ヘス（ピアノ）[6]
- ウェーバー アンダンティーノと変奏：ヘス[6]
- ハイドン チェロ協奏曲ニ長調：マルコム・サージェント指揮ロンドン・フィルハーモニー管弦楽団：1935年[35]
- シューベルト アルペジョーネソナタ：ジェラルド・ムーア（ピアノ）：1937年[6][37]
- キュイ『オリエンタル』：ムーア：1939年[8]
- アルベニス（クライスラー編）『タンゴ』：ムーア：1939年[8]
- ブラームス チェロソナタ第1番：デル・パ[7]
- レーガー 無伴奏チェロ組曲：1939年[7][37]

### 日本コロムビア
- 瀧廉太郎（山田耕筰編）『荒城の月』：キッツィンガー（ピアノ）：1934年[1][38]
- 山田耕筰『からたちの花』：キッツィンガー：1934年[1][38]
- 山田耕筰『野ばら』：キッツィンガー：1934年[1][38]
- 山田耕筰『忍路高島』：キッツィンガー：1934年[1][38]
- メンデルスゾーン『無言歌集 - 春の歌』：レブナー（ピアノ）：1936年[1][38]
- ブロッホ『祈り』：レブナー：1936年[1][38]
- ゴダール『ジョスランの子守歌』：レブナー：1936年[1][38]
- チャイコフスキー『感傷的な円舞曲』：レブナー：1936年[1][38]
- シューマン『流浪の民』：レブナー：1936年[1][38]
- ルビンシテイン『ヘ調の旋律』：レブナー：1936年[1][38]
- シューベルト：『セレナーデ』：レブナー：1936年[1][38]
- サン＝サーンス『動物の謝肉祭 - 白鳥』：レブナー：1936年[1][38]
- ヴァレンティーニ『チェロソナタ - ガボットとアレグロ』：レブナー：1936年[1][38]
- ウィリアム・トーマス・ライトン『忘れ得ぬ君の微笑』：レブナー：1936年[1][38]
- ショパン ノクターン Op.9 No.2：レブナー：1936年[1][38]
- シューマン『トロイメライ』：レブナー：1936年[1]
- J.S.バッハ～グノー『アヴェ・マリア』：レブナー：1936年[1]

### RCA
- メンデルスゾーン チェロソナタ第2番：ルップ（ピアノ）：1939年[6]
- カントルーブ『オーヴェルニュの歌』：ルップ：1939年[6]
- フォーレ『夢のあとに』：ルップ：1939年[6]
- ヘンデル アダージョとアレグロ：ルップ：1939年[6]
- ベートーヴェン 『魔笛』の主題による12の変奏曲：ルップ：1939年[6]
- ショパン『華麗なるポロネーズ』：ルップ：1939年[6]
- ブラームス ヴァイオリンとチェロのための二重協奏曲：ハイフェッツ（ヴァイオリン）、オーマンディ指揮フィラデルフィア管弦楽団：1940年[39]
- リヒャルト・シュトラウス『ドン・キホーテ』：オーマンディ指揮フィラデルフィア管弦楽団：1940年[40]
- ベートーヴェン ピアノ三重奏曲第7番「大公」：ルービンシュタイン（ピアノ）、ハイフェッツ：1941年[7]
- シューベルト ピアノ三重奏曲第1番：ルービンシュタイン、ハイフェッツ：1941年[41]
- モーツァルト ディヴェルティメント K.563：ハイフェッツ、プリムローズ：1941年[6]
- ドホナーニ セレナードハ長調：ハイフェッツ、プリムローズ：1941年[6]

### テレフンケン
- ポッパー『ハンガリー狂詩曲』：パウル・クレツキ指揮ベルリン・フィルハーモニー管弦楽団：1932年[8][34]

### 放送録音
- リヒャルト・シュトラウス『ドン・キホーテ』：トスカニーニ指揮NBC交響楽団：1938年10月22日[34]
- ドヴォルザーク チェロ協奏曲：レオン・バージン指揮ナショナル・オーケストラル・アソシエーション：1940年1月27日[34]
- ダルベール チェロ協奏曲：バージン指揮ナショナル・オーケストラル・アソシエーション：1940年4月22日[34]
- ドヴォルザーク『ボヘミアの森より』：バージン指揮ナショナル・オーケストラル・アソシエーション：1940年11月10日[34]
- ドヴォルザーク ロンドト短調：バージン指揮ナショナル・オーケストラル・アソシエーション：1940年11月10日[34]
- ブロッホ『シェロモ』：バージン指揮ナショナル・オーケストラル・アソシエーション：1940年11月10日[34]
- ドヴォルザーク チェロ協奏曲：ハンス・ランゲ指揮シカゴ交響楽団：1941年1月9日[34]

個々のレコードおよびCD番号は割愛。日本コロムビア盤は多くは日本国内でのみの販売であったが、ショパン、シューマン、グノーは海外でも販売され、またシューマンとグノーは日本では販売されなかった。